# Nadciąg
Nadciąg – element konstrukcyjny w postaci belki nośnej tak umiejscowionej, że częściowo, na określonej wysokości, wystaje ponad podtrzymywany strop. Przenosi on obciążenia zebrane ze stropu oraz ewentualnie opartej na nim ściany i przekazuje na elementy nośne stanowiące dla nadciągu podpory, tj. takie jak np. ściany czy słupy. Jego funkcja jest więc identyczna jak podciągu, a rozróżnienie tych elementów konstrukcji budowlanych wynika jedynie z innego umiejscowienia względem podtrzymywanego stropu. 
Część autorów publikacji, zarówno nadciąg i podciąg, jak i belki ukryte, określa jednym wspólnym mianem podciągu, jako jednolitego pojęcia z punktu widzenia projektowania i realizowanej przez te elementy funkcji, tym bardziej, że realizowane są także podciągi, które są równocześnie nadciągami (tzn. zarówno przewyższają strop, jak i stanowią belkę widoczną poniżej stropu).